# Bruno Santos (modelo)
Bruno Barbosa dos Santos (Belo Horizonte-MG, 31 de agosto de 1979), mais conhecido como Bruno Santos, é um supermodelo, ativista ambiental e empresário brasileiro.
Modelo de foto e desfile, Bruno ganhou notoriedade em meados dos anos 2000, quando apareceu em campanhas publicitárias e eventos de moda para as mais famosas marcas e grifes do mundo como Guess, Versace, GQ, Giorgio Armani, dentre outras, e também em comerciais de TV, divulgando diversos segmentos para elas, de roupas íntimas, desfiles, óculos, eventos, a fragrâncias, chegando a ser a imagem masculina com maior exposição no mundo e tornando-se o primeiro homem latino com credencial de supermodelo.
Em 2002, ele figurou no ranking dos 10 modelos masculinos mais cobiçados do mundo da moda, e é considerado um dos mais respeitados modelos do mundo pelo site models.com. Em 2009, o site de notícias alemão gateo.de disse o seguinte sobre ele: "Bruno é o epítome da beleza pura e do apelo sexual. Sua tez levemente bronzeada, olhos escuros e olhar irresistível e sensual fazem qualquer mulher derreter. Mas não são só as mulheres que se encantam pelo sulista, as grandes empresas de moda como Versace, Armani, Guess... têm tudo a ver com ele. Ele está no auge da carreira e é um dos modelos mais cobiçados do mundo!". Não à toa, ganhou a alcunha de "Gisele Bündchen de calças".
Um dos Top Models mais reconhecidos do mundo, Bruno tornou-se notório por ser primeiro modelo masculino a fazer uma campanha de jóias femininas e também o único modelo masculino selecionado para realizar duas campanhas simultaneamente para duas casas de moda concorrentes: Versace e Giorgio Armani, além de, em 2003, ter aberto o desfile do estilista Ricardo Almeida na SP Fashion Week no qual, na época, ele obteve o maior cachê masculino da história do evento.

## Biografia
De família humilde (filho de um comerciante autônomo com uma professora da escola pública, e tendo mais 4 irmãos, sendo 1 mulher), Bruno estudou em escola pública. Em entrevista à revista Fábio Bernardo, Bruno contou que "um dos motivos que me levava a não perder um dia de aula era a merenda escolar ou o café da manhã, servido na escola depois do segundo horário”.
Ao terminar o Ensino Médio, Bruno passou no processo seletivo do Centro Federal de Educação Tecnológica (Cefet), de Minas Gerais, para fazer o curso técnico de Engenharia.
Para ajudar na renda da família, trabalhou como vendedor de picolés, fez bicos na construção civil, escolas, restaurantes, como office boy, fez serviços gráficos, trabalhou também em almoxarifado e até deu aulas particulares de matemática.

### Carreira
Bruno iniciou sua carreira de modelo meio que por acaso no ano 2000. Ele recebeu uma proposta para trabalhar como modelo fora do Brasil, mas não deu muita atenção. O agente (Ike Gamez), então, fez uma nova proposta, tornando-se bastante vantajosa. Em entrevista ao Jornal Cidade, de Uberaba-MG, Bruno contou que aceitou a proposta não pelo trabalho em si, mas pela oportunidade de aprender uma outra língua e conhecer uma nova cultura, já que as despesas seriam todas pagas pela agência.
De 2002 a 2005, teve uma agenda intensa, desfilando nos mais famosos eventos de moda do mundo, chegando a ser a imagem masculina com maior exposição no mundo.
Em 2003, por exemplo, Bruno foi o escolhido para ser o rosto masculino por trás da campanha do perfume Versace Man. Sobre essa escolha, Giovanni Campitiello, gerente de exportações da Versace, deu a seguinte declaração:
"A ideia de Versace Man é a de um homem forte, latino, que inspira esse tipo de fragrância. Por isso, a imagem da campanha é do modelo brasileiro Bruno Santos. Ele tem um olhar profundo, latino e viril. O homem Versace é sedutor, amante do luxo excêntrico e egocêntrico".— Giovanni Campitiello, gerente de exportações da Versace, sobre a escolha do Bruno como garoto propaganda da fragrância.
Em 2004 participou de um editorial mundial da Bacardi intitulado "Bacardi Feeling". A campanha ganhou o prêmio de pôster do mês de junho na Alemanha.
No final de 2005 até meados 2006, Bruno deu uma pausa no seu trabalho como modelo para dedicar-se à projetos pessoais e à família, realizando apenas trabalhos pontuais.
Em 2009, ele foi uma das pessoas escolhidas para uma reportagem especial de um programa da TV Alemã RTL Television.
A partir da década de 2010, Bruno passou a aceitar apenas trabalhos pontuais.
Em entrevista dada em 2018 à revista alemã Harbor Magazin, Bruno contou que chegou a ser cogitado para ser um dos atores da série de televisão norte-americana Quantico.

#### Desfiles
Seu primeiro desfile foi para a Ellus, no São Paulo Fashion Week de 2001.
Em 2002, durante o Milan Fashion Week daquele ano, ele abriu e fechou os desfiles tanto da Versace quanto da Giorgio Armani. Foi a primeira vez modelo que um modelo masculino realizou campanhas simultaneamente para duas casas de moda concorrentes. Neste evento ele também desfilou para as grifes italianas Iceberg e Extè.
Em 2003, ele modelou na SP Fashion Week, abrindo o desfile do estilista Ricardo Almeida, ao lado de Rodrigo Santoro e recebendo o maior cachê masculino da história do evento, além de fechar o desfile da ZOOMP, ao lado da supermodelo Gisele Bündchen.
Também em 2003, ele desfilou para Armani no Milan Fashion Week.
Ainda em 2003, mais precisamente em 17 de setembro, Bruno desfilou para o designer Carlos Miele no Mercedes-Benz Fashion Week.
Em 2004, ele modelou para a Armani, no Milan Fashion Week.
Também em 2004, no Paris Fashion Week, ele modelou para o estilista John Galliano.
Ainda em 2004 ele modelou para várias grifes no SP Fashion Week.
Por fim, encerrando o ano de 2004, ele desfilou novamente para a Armani, desta vez durante o NY Fashion Week.
Em 2005, durante o Milan Fashion Week, ele desfilou para a Armani.
Também em 2005, no NY Fashion Week, ele desfilou para a Versace.
Em 2006, ele modelou no NY Fashion Week no desfile de outono da Versace.
Em 2008, ele modelou no NY Fashion Week no desfile de outono da Nautica e no desfile de primavera da Harmont & Blaine.
Em 2012, ele modelou no Milan Fashion Week no desfile de outono para Ermanno Scervino.
Em setembro de 2023, ele participou da "VII Semana de la Moda" da cidade espanhola de Estepona, desfilando e sendo homenageado no desfile da estilista María Cano, além de ser um dos jurados do evento "IV Concurso de Jóvenes Diseñadores EDM (Estepona de Moda)".

#### Fotos em campanhas publicitárias
| Ano  | Revista de veiculação | Edição  | Campanha                                                           | Info                                                            | Ref.                        |
| ---- | --------------------- | ------- | ------------------------------------------------------------------ | --------------------------------------------------------------- | --------------------------- |
| 2003 | Várias publicações    |         | campanha de outono da Versace                                      |                                                                 | [ 63 ]                      |
| 2003 | Várias publicações    |         | campanha primavera/verão da Versace                                | Fotógrafo: Steven Meisel                                        | [ 64 ]                      |
| 2003 | Várias publicações    |         | campanha de primavera da Emporio Armani                            | na foto, Bruno aparece ao lado de Milla Jovovich                | [ 16 ] [ 26 ] [ 65 ] [ 66 ] |
| 2003 | Várias publicações    | Outubro | campanha de primavera-verão da M Officer                           |                                                                 | [ 48 ] [ 67 ]               |
| 2003 | Várias publicações    | Agosto  | campanha de dia dos pais da Gravatas Talento (Talento Joias)       | [ 68 ]                                                          |                             |
| 2004 | Várias publicações    |         | campanha de outono da Bloomingdales                                |                                                                 |                             |
| 2004 | Várias publicações    |         | campanha de primavera para Emporio Armani Underwear                |                                                                 | [ 69 ]                      |
| 2004 | Várias publicações    |         | campanha de primavera para Kappa                                   |                                                                 |                             |
| 2004 | Várias publicações    |         | campanha de primavera Giorgio Armani                               |                                                                 | [ 70 ]                      |
| 2004 | Várias publicações    |         | campanha de primavera para Versace Man (fragrância)                |                                                                 | [ 71 ]                      |
| 2004 | Várias publicações    |         | Editorial mundial da Bacardi intitulado "Bacardi Feeling"          |                                                                 | [ 37 ]                      |
| 2004 | Várias publicações    |         | campanha de primavera para Often                                   |                                                                 |                             |
| 2005 | Várias publicações    |         | campanha primavera/verão para Emporio Armani                       |                                                                 | [ 72 ]                      |
| 2007 | V Man Magazine        |         | VMan and Armani Exchange Present: The Men of Wilhelmina            |                                                                 | [ 73 ]                      |
| 2009 | Várias publicações    |         | campanha publicitária de outono da Guess                           | com as modelos Candace Boucher e Klara Wester                   | [ 74 ] [ 75 ]               |
| 2010 | Várias publicações    |         | campanhas publicitárias de primavera da Guess                      |                                                                 | [ 76 ]                      |
| 2010 | Várias publicações    |         | campanha publicitária de primavera da Guess Jeans and Accessories  | Foto ao lado de Vanessa Hessler                                 | [ 77 ] [ 78 ]               |
| 2010 | Várias publicações    |         | campanha publicitária de primavera da Trussardi                    |                                                                 | [ 79 ]                      |
| 2011 | Várias publicações    |         | campanha publicitária da Jones New York                            |                                                                 | [ 80 ]                      |
| 2011 | Várias publicações    |         | campanha publicitária da Otto Kern (perfume)                       |                                                                 | [ 29 ] [ 81 ]               |
| 2012 | Várias publicações    |         | campanha publicitária da Ermanno Scervino                          |                                                                 | [ 82 ]                      |
| 2012 | Várias publicações    |         | Campanha publicitária Primavera/Verão 2012 da Riccovero            | Foto ao lado de Alyssa Miller                                   | [ 83 ] [ 84 ]               |
| 2016 | Várias publicações    |         | campanha publicitária de outono-inverno 2016-17 da Marcianno Guess | Na foto também está presente a modelo argentina Belén Rodríguez | [ 85 ]                      |
| 2020 | Várias publicaçoes    |         | Coleção primavera-verão 2020 da MAKS (Saša Maksimiljanović)        |                                                                 | [ 86 ]                      |

#### Editoriais
| Ano  | Revista de veiculação                 | Edição    | Ref.          |
| ---- | ------------------------------------- | --------- | ------------- |
| 2002 | Arena HOMME +                         | Março     | [ 87 ]        |
| 2003 | Men's Journal                         | Fevereiro | [ 87 ]        |
| 2003 | PAPER Magazine                        | Março     | [ 88 ]        |
| 2003 | GQ Taiwan                             | Março     | [ 87 ]        |
| 2003 | Citizen K Magazine                    | Dezembro  | [ 87 ]        |
| 2003 | Cosmopolitan Magazine                 | Dezembro  | [ 89 ]        |
| 2004 | Blue Magazine                         | Janeiro   | [ 87 ]        |
| 2004 | GQ USA                                | Janeiro   | [ 87 ]        |
| 2004 | GQ Taiwan                             | Março     | [ 87 ]        |
| 2004 | Glamour España                        | Março     | [ 87 ] [ 90 ] |
| 2004 | FHM (For Him Magazine)                | Abril     | [ 87 ]        |
| 2004 | Oyster Magazine                       | Maio      | [ 87 ]        |
| 2004 | Men's Uno                             | Maio      | [ 87 ]        |
| 2004 | i-D Magazine                          | Julho     | [ 87 ]        |
| 2004 | V Magazine                            | Dezembro  | [ 91 ]        |
| 2006 | Revista Glamour                       |           | [ 92 ]        |
| 2010 | Schweizer Illustrierte Style Magazine |           | [ 93 ]        |
| 2010 | GQ Spain                              |           | [ 94 ]        |
| 2009 | Men's Health                          |           | [ 39 ]        |
| 2009 | Face Magazine                         |           | [ 6 ]         |
| 2011 | Elle Magazine                         |           | [ 95 ]        |

#### Revistas em que foi capa

Capa da edição n.1 de 2018 da revista alemã HARBOR Magazin.

| Ano  | Revista                 | Edição                      | Info                   | Ref.            |
| ---- | ----------------------- | --------------------------- | ---------------------- | --------------- |
| 2002 | Revista GQ              | Edição Especial             | Capa (com Josie Maran) | [ 96 ]          |
| 2003 | Revista Fotos & Festas  | Edição Especial             | Capa                   | [ 97 ]          |
| 2003 | DNA Magazine            | Edição especial             | Capa                   | [ 98 ]          |
| 2004 | Loaded Fashion Magazine | Edição outono/inverno       | Capa e entrevista      | [ 99 ]          |
| 2011 | Cocoon Magazine         | Edição de Maio              | Capa e entrevista      | [ 100 ] [ 101 ] |
| 2018 | Harbor Magazine         | Edição I - Dez-Jan-Fev      | Capa e entrevista      | [ 102 ] [ 103 ] |
| 2018 | Revista FB.Post         | Edição Especial n.06 - 2018 | Capa e entrevista      | [ 7 ] [ 104 ]   |

#### Entrevistas/Reportagens
Programas de Rádios e/ou TVs
| Ano                 | Emissora        | Programa                                                 | Info                                                                                          | Ref.          |
| ------------------- | --------------- | -------------------------------------------------------- | --------------------------------------------------------------------------------------------- | ------------- |
| 9 de agosto de 2009 | RTL Television  | Especial "Exclusiv Spezial - Das Leben der Superreichen" | Bruno foi um dos entrevistados no programa, cujo episódio foi dedicado à vida dos super-ricos | [ 38 ] [ 39 ] |
| Dez./2012           | TV Mossoró      | Pé Quente Show                                           |                                                                                               | [ 105 ]       |
| 28 de abril de 2023 | CBN João Pessoa | CBN Cotidiano                                            | Bruno foi entrevistado por Cris Honório                                                       | [ 11 ]        |

Jornais Impressos e/ou Revistas
| Ano  | Jornal/Revista                             | Edição                  | Info                         | Ref.    |
| ---- | ------------------------------------------ | ----------------------- | ---------------------------- | ------- |
| 2002 | Jornal O Globo                             | 30 de novembro          | Reportagem                   | [ 106 ] |
| 2002 | Jornal Estado de Minas                     | 1º de dezembro          | Reportagem                   | [ 107 ] |
| 2003 | Jornal Hoje em Dia (Belo Horizonte)        | 3 de fevereiro          | Reportagem                   | [ 108 ] |
| 2003 | Jornal Agora aos Domingos (Divinópolis-MG) | 25 de maio              | Reportagem                   | [ 109 ] |
| 2003 | Jornal Cidade (Uberaba-MG)                 | 1º de novembro          | Reportagem                   | [ 31 ]  |
| 2004 | Jornal Estado de Minas                     | 8 de fevereiro          | Reportagem                   | [ 44 ]  |
| 2004 | TENMAG magazine                            | Edição #90 - março 2004 | Entrevista e sessão de fotos | [ 110 ] |
| 2004 | Reforma                                    | 6 de novembro           | Entrevista                   | [ 10 ]  |
| 2009 | PAPER Magazine                             | Edição especial         | Entrevista                   | [ 111 ] |
| 2011 | Jornal Espaço Horizonte                    | Edição IV               | Reportagem                   | [ 29 ]  |

### Filmografia

#### Comerciais
| Ano  | Empresa/Produto                                               | Info                                                             | Ref.            |
| ---- | ------------------------------------------------------------- | ---------------------------------------------------------------- | --------------- |
| 2003 | Sony                                                          | - Diretor: Joe Pytka - Filmado na Universal Studios, Los Angeles | [ 40 ] [ 112 ]  |
| 2006 | South Beach Diet Foods                                        |                                                                  | [ 113 ]         |
| 2009 | Triumph underwear                                             | - Filmado em Mallorca                                            |                 |
| 2012 | Carro Lexus                                                   | - Campanha/global - Filmado em shot in LA                        |                 |
| 2016 | MARCIANO GUESS Fall Winter 2016-17 Campaign                   | - Com Belén Rodríguez                                            | [ 114 ]         |
| 2017 | Flex Jeans by GUESS                                           |                                                                  | [ 115 ]         |
| 2017 | Faculdade Cesrei (Centro de Educação Superior Reinaldo Ramos) | - Criação: BemNaFita Propaganda - Direção: Kant Rafael           | [ 116 ]         |
| 2018 | Production Paradise video shoot for Harbor Magazine           | Diretor: Felix Sattel Fotografia: Petra Wiebe                    | [ 102 ] [ 117 ] |

## Ativismo Ambiental e incentivo ao Ecoturismo
Após diminuir sua agenda para eventos de moda, em meados dos anos 2010, Bruno passou a dedicar um pouco mais de seu tempo à causas ambientais. Um de seus primeiros projetos foi ajudar financeiramente a Associação dos Amigos dos Lajedos do Cariri Paraibano, que, entre outras coisas, dá palestras e aulas na região sobre ecoturismo e educação ambiental.
Na região do Cariri Paraibano, Bruno defende a causa contra a desertificação que está ocorrendo nas redondezas do Lajedo de Pai Mateus Por conta disso, em seu empreendimento nesta região, Bruno tem um projeto pessoal de reflorestamento à beira-mar de diversas árvores nativas, com o objetivo de recuperar o solo degradado. Para que isso fosse possível, Bruno contratou um engenheiro florestal.
Para incentivar o Ecoturismo daquela região, Bruno realizou um trabalho fashion de fotografia no famoso Lajedo de Pai Mateus Logo depois dessa iniciativa, algumas empresas, como a Cavalera, por exemplo, passaram a fazer fotos de suas campanhas neste mesmo local.
Além disso, em 2017, ele tinha uma seção em seu Website Oficial dedicada a um blog pessoal (que ele intitulou de "Eco-blog"), onde ele expressava sua opinião sobre questões ambientais.

## Prêmios e Reconhecimento
- 2002 - Top 10 modelos masculinos do Brasil mais cobiçados do mundo da moda (Revista Época)[22]
- 2003 - Top 20 melhores modelos mundo pelo site "models.com"[119]
- 2004 - Top 18 melhores modelos mundo pelo site "models.com"[120]
- 2005 - Model of the Month (Fevereiro) - celebritymalemodels.com[121]
- 2012 - 6º Lugar na lista "Los modelos más Guapos" feita pelo periódico espanhol "20minutos.es"[122]
- 2022 - The Hottest Guys of Brazil - fashion-person.com/[123]

### Pioneirismos
- Primeiro homem latino com credencial de supermodelo.[21]
- Primeiro modelo masculino a fazer uma campanha de jóias femininas.[29]
- Primeiro modelo masculino selecionado para realizar duas campanhas simultaneamente para duas casas de moda concorrentes: Versace e Giorgio Armani[1][9]